# Саркосфера
Саркосфера (англ. Sarcosphaera) — рід грибів родини Pezizaceae. Це монотипний рід, що містить один вид Sarcosphaera coronaria, широко відомий як рожева корона, фіолетова корона-чашка або фіолетова зірчаста чаша. Це білуватий або сіруватий чашковий гриб, який відрізняється тим, що чашка розпадається на часточки згори донизу. Зазвичай зустрічається в горах у хвойних лісах під гумусом на лісовій підстилці, і часто з'являється після танення снігу наприкінці весни та на початку літа. Гриб дуже поширений, його збирали в Європі, Ізраїлі та азійській частині Туреччини, Північній Африці та Північній Америці. У Європі він вважається зникомим видом у 14 країнах. Хоча кілька таксонів були описані як види Sarcosphaera з часу введення роду 1869 року, більшості бракує сучасних описів, тож вони були перенесені до спорідненого роду Пецица або вважаються синонімами S. coronaria.
Плодове тіло, здебільшого, частково занурене в ґрунт, спочатку є схожим на м'ясисту порожнисту кульку, і його можна помилково прийняти за порхавку. На відміну від останньої, як зазначено вище, він відкривається згори донизу, утворюючи чашку з п'ятьма-десятьма загостреними лопатями, і досягає 12 см в діаметрі. Він лавандово-коричневий на внутрішній поверхні та білуватий зовні, але зазвичай брудний від налиплого ґрунту. Після зрізання, в деяких випадках зауважено виділення жовтого соку. Для виду властивий різкий запах з ледь відчутною солодкістю. Притаманні йому мікроскопічні особливості, передбачають аски, які є амілоїдними (тому їхні кінчики забарвлюються йодом у синій колір) і гладкі еліпсоїдні спори з тупими кінцями та з великими краплями олії. Sarcosphaera coronaria, яку колись вважали придатною для вживання в їжу, не радять їсти після кількох повідомлень про отруєння, що спричиняли болі у шлунку, а в одному випадку — смерть. Відомо, що їхні плодові тіла біоакумулюють токсичний металоїд арсену з ґрунту.

## Опис

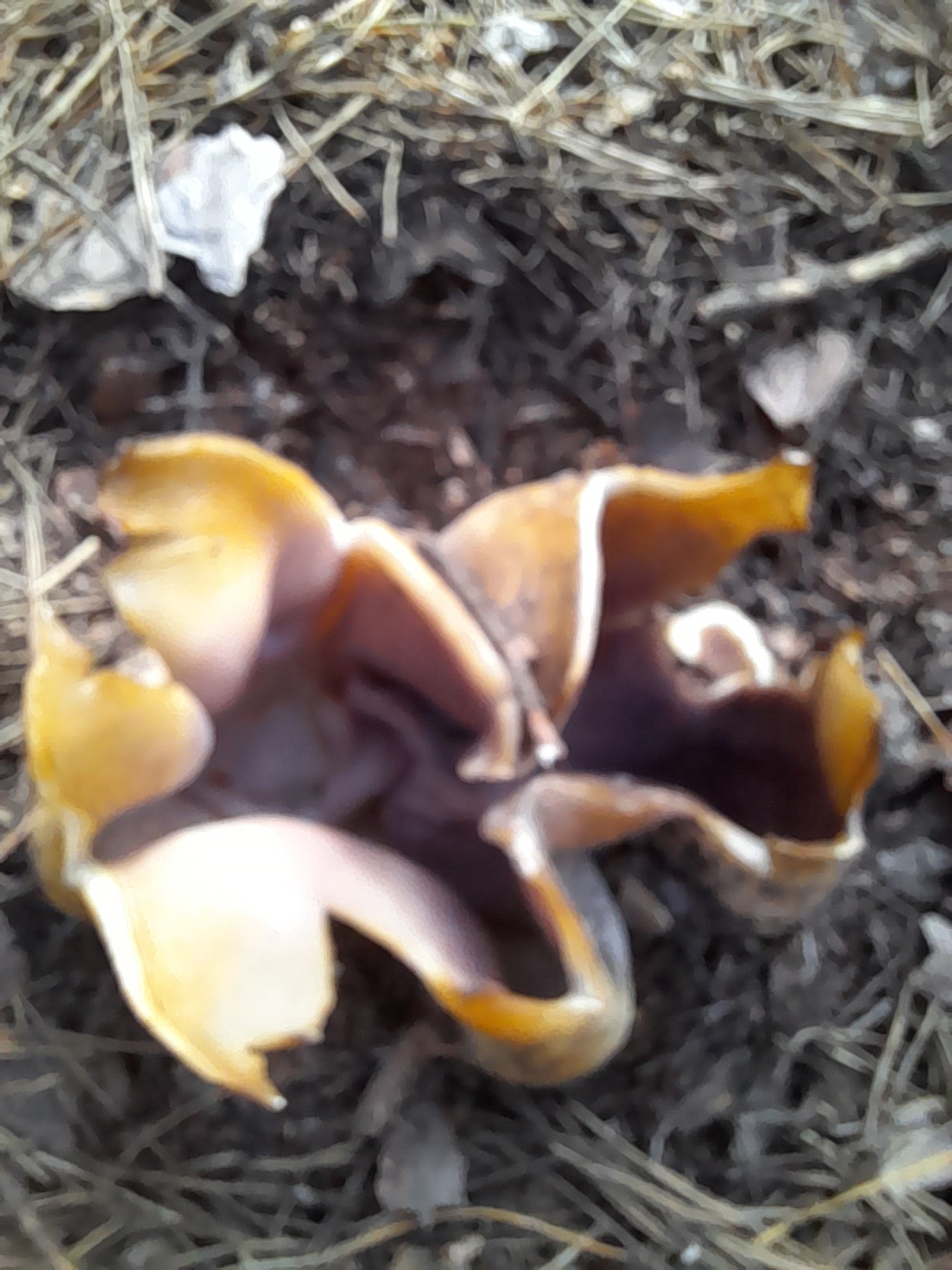
Саркосфера, Миколаївщина.

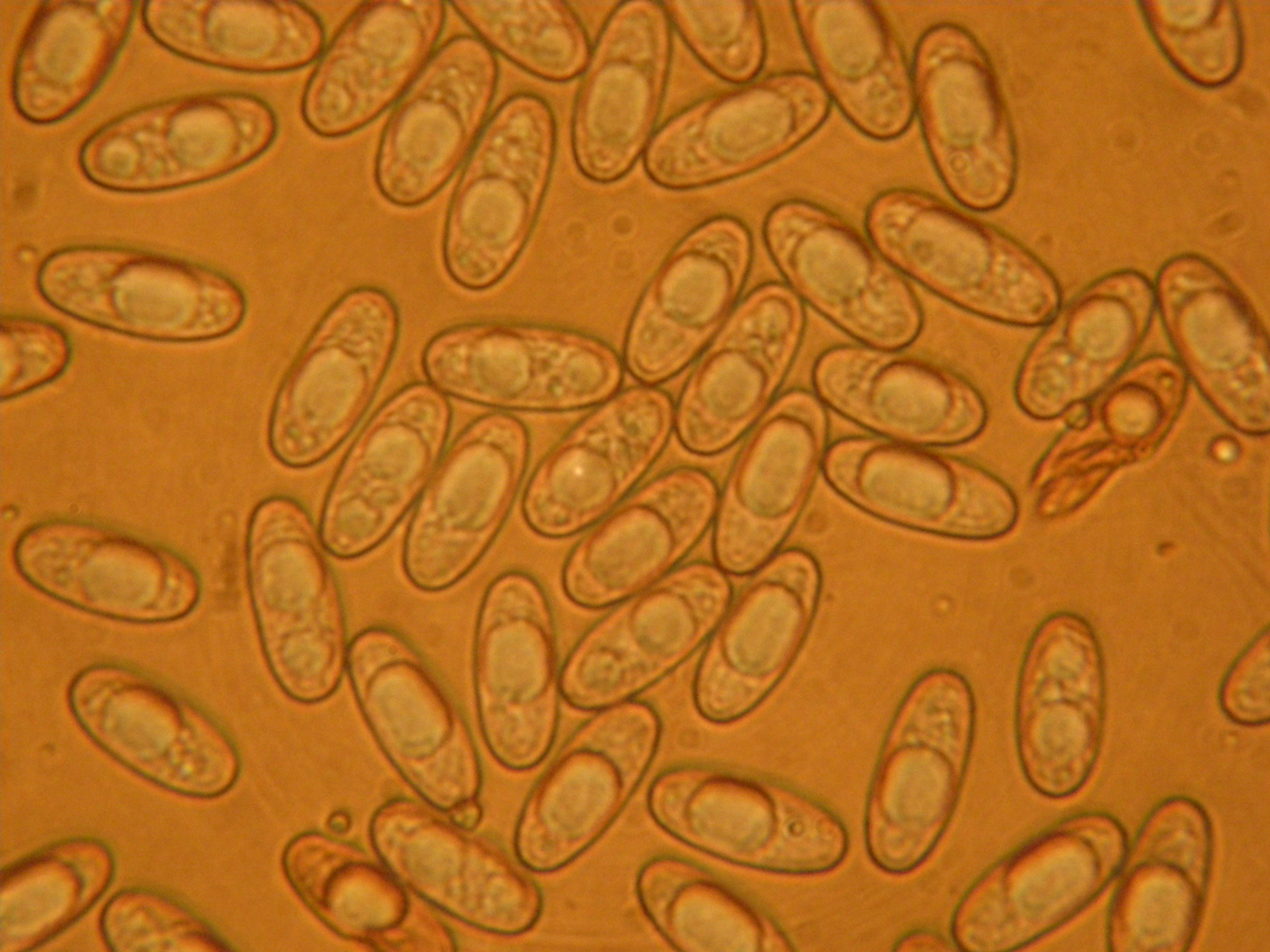
Еліпсоїдні спори мають тупі кінці і зазвичай містять дві великі краплі олії.

Саркосфера частково гіпогеозна (плодоносить під землею) і виходить із ґрунту у вигляді порожнистої кулі від білуватого до кремового кольору. Молоді примірники повністю вкриті тонкою захисною оболонкою, яка легко знімається. Коли гриб достигає, він розщеплюється, щоби відкрити внутрішній шар, котрий містить спори (гіменій). Чашка має діаметр до 12 см, спочатку приблизно округла, але згодом розпадається на лопаті з п'яти-десяти променів, які надають плодовому тілу вигляд корони, інколи неправильної. Зовнішня поверхня чашки біла, а внутрішня — бузково-сіра, хоча з віком колір може бліднути до коричнево-лавандового. М'якуш білий, товстий і крихкий. У деяких примірників може бути коротке, дебеле стебло. Спори гіалінові (напівпрозорі), гладкі, еліпсоїдні з усіченими кінцями. Вони мають розміри 11,5–20 на 5–9 мкм і зазвичай містять дві великі краплі олії. Парафізи (стерильні ниткоподібні клітини, вкраплені серед асків, або споро-утворювальних клітин) мають ширину 5–8 мкм на кінчику, розгалужені, перегородчасті (з перетинками, які поділяють клітини на компартменти) і звужені в перебірках. Аски циліндричні і мають розміри 300—360 на 10–13 мкм; кінчики аски фарбують в синій колір реактивом Мельцера. Тонкоциліндричні парафізи мають злегка роздуті кінчики та роздвоєні в основі.